# Karagouana Mallé
Karagouana Mallé is een gemeente (commune) in de regio Sikasso in Mali. De gemeente telt 7400 inwoners (2009).
De gemeente bestaat uit de volgende plaatsen:
- Karagouana Mallé
- Karagouana Peuhl
- Kola
- Ouarignamana
- Yogorasso